# Тернпайк-лейн (станція метро)
51°35′25″ пн. ш. 0°06′10″ зх. д. / 51.59037° пн. ш. 0.102776° зх. д.
Тернпайк-лейн (англ. Turnpike Lane) — станція лінії Пікаділлі Лондонського метро. Розташована у 3-й тарифній зоні, у районі Тернпайк-лейн, між станціями — Вуд-Грін та Манор-хаус. Пасажирообіг на 2017 рік — 10.74 млн осіб.
- 19 вересня 1932: відкриття станції.

## Пересадки
- На автобуси London Buses маршрутів: 29, 41, 67, 121, 123, 141, 144, 184, 217, 221, 230, 231, 232, 329, 444, W4 та нічні маршрути N29, N91.

## Послуги
| Попередня станція | Лінія | Лінія                            | Лінія | Наступна станція |
| ----------------- | ----- | -------------------------------- | ----- | ---------------- |
| Вуд-Грін          |       | Лондонське метро Лінія Пікаділлі |       | Манор-хаус       |